# Вибрационный сигнализатор уровня
Вибрационный сигнализатор уровня – устройство, обеспечивающее выдачу управляющего сигнала «мокрый-сухой» в месте установки датчика. 
Содержит колебательную систему, обычно в виде камертона, возбуждаемую на резонансной частоте с помощью пьезоэлектрических преобразователей. Резонансная частота колебательной системы зависит от  глубины погружения камертона в жидкость. Девиация частоты отслеживается микропроцессором, который формирует управляющий сигнал на твердотельное реле с последующим включением/выключением исполнительных механизмов. 
В отличие от аналогов, использующих другие физические принципы, вибрационный сигнализатор уровня нечувствителен к проводимости или диэлектрической проницаемости среды, к наличию пены или мусора на её поверхности, а также газовых и твердых включений в её объеме.
Используются для регулирования уровня жидкости в резервуарах, защиты насосов от осушения трубы и перелива нефтепродуктов при погрузке в авто- и железнодорожные цистерны, в системах автоматики заводов по переработке и расфасовке сыпучих веществ.